# Антоновка (Таборинский район)
Антоновка — упразднённая марте 2020 года деревня, находившаяся в Таборинском районе Свердловской области России.

## География
Деревня располагалась на левом берегу реки Таборинка (левый приток Тавды), напротив устья реки Утья, в 11 километрах (авто — 13 км) на западо-северо-запад от районного центра села Таборы. Деревня состояла из одной улицы Таёжной.
Климат континентальный с холодной зимой и тёплым летом.

## История
Деревня была основана в начале XX века крестьянами-переселенцами из Белоруссии.
В ноябре 2019 года был внесен законопроект об упразднении деревни. На заседании председатель думы Таборинского сельского поселения Алексей Петренко обосновал проект тем что, в деревне нет постоянного населения, нет жилых домов, нет объектов социальной инфраструктуры, нет торговых точек. Депутаты приняли законопроект практически единогласно (один не голосовал). Деревня упразднена областным законом № 13-ОЗ от 3 марта 2020 года.

## Население
| 2002 | 2010 |
| ---- | ---- |
| 2    | ↘0   |

Структура
По данным переписи 2002 года национальный состав следующий: русские — 100 %